# Birds of America
Birds of America is een Amerikaanse film uit 2008. De film werd geschreven door Elyse Friedman, geregisseerd door Craig Lucas en de hoofdrol werd gespeeld door Matthew Perry. De titel is een verwijzing naar het boek The Birds of America.

## Verhaal
Betty (Lauren Graham) wil kinderen met haar man Morrie (Matthew Perry). Als Morrie's jongere broer Jay (Ben Foster) en zus Ida (Ginnifer Goodwin) tijdelijk in komen wonen komt deze wens onder druk te staan.

## Rolverdeling
| Acteur           | Personage      | Opmerkingen                  |
| ---------------- | -------------- | ---------------------------- |
| Matthew Perry    | Morrie Tanager | de hoofdpersoon              |
| Ben Foster       | Jay            | Morrie's jongere broer       |
| Ginnifer Goodwin | Ida            | Morrie's jongere zus         |
| Lauren Graham    | Betty          | Morrie's vrouw               |
| Gary Wilmes      | Paul           | Morrie's collega en buurman  |
| Hilary Swank     | Laura          | Pauls vrouw                  |
| Zoë Kravitz      | Gillian        | Jay's vrouw                  |
| Daniel Eric Gold | Gary           | Pauls broer, Ida's ex-vriend |